# Wahlkreis Dresden 4 (seit 2024)
Der Wahlkreis Dresden 4 ist der Wahlkreis Nr. 43 bei den Wahlen zum Sächsischen Landtag. Er ist einer von acht Dresdner Wahlkreisen und umfasst den Stadtbezirk Prohlis ohne den Stadtteil Strehlen sowie vom Stadtbezirk Blasewitz die Stadtteile Tolkewitz/Seidnitz-Nord und Seidnitz/Dobritz.
Dieser Wahlkreis wurde im Zuge der Wahlkreisanpassung 2023 aus Teilen der bisherigen Wahlkreise Dresden 2, Dresden 3 und Dresden 4 gebildet. Der dabei verbleibende Rest des Wahlkreises Dresden 4 wurde zugleich auf andere Wahlkreise aufgeteilt.

## Wahl 2024
Zur Landtagswahl 2024 traten folgende Direktkandidaten und Parteien mit folgendem Ergebnis an:
| Direktkandidat     | Partei              | Erststimmen in % | Zweitstimmen in % |
| ------------------ | ------------------- | ---------------- | ----------------- |
| Frank Kromer       | CDU                 | 38,5             | 32,8              |
| André Wendt        | AfD                 | 34,2             | 29,0              |
| Margot Gaitzsch    | Die Linke           | 06,3             | 03,3              |
| Wolf-Georg Winkler | GRÜNE               | 04,7             | 05,6              |
| Anne Schawohl      | SPD                 | 07,5             | 08,2              |
| Max Wendling       | FDP                 | 01,7             | 01,1              |
| Jens Genschmar     | Freie Wähler        | 06,3             | 01,9              |
| –                  | Die Partei          | 0–               | 00,8              |
| –                  | Piraten             | 0–               | 00,5              |
| –                  | ÖDP                 | 0–               | 00,1              |
| –                  | BüSo                | 0–               | 00,1              |
| –                  | Tierschutz hier!    | 0–               | 01,1              |
| –                  | dieBasis            | 0–               | 00,2              |
| –                  | Bündnis C           | 0–               | 00,1              |
| –                  | Bündnis Deutschland | 0–               | 00,4              |
| –                  | BSW                 | 0–               | 11,9              |
| René Despang       | Freie Sachsen       | 00,9             | 02,4              |
| –                  | V-Partei3           | 0–               | 00,8              |
| –                  | WU                  | 0–               | 00,2              |
| –                  | Team Zastrow        | 0–               | 00,3              |